# Dürrenstein
Dürrenstein är ett berg i Österrike.   Det ligger i distriktet Scheibbs i förbundslandet Niederösterreich, i den östra delen av landet, 110 km väster om huvudstaden Wien. Toppen på Dürrenstein är 1 878 meter över havet.
Terrängen runt Dürrenstein är kuperad österut, men västerut är den bergig. Runt Dürrenstein är det ganska glesbefolkat, med 27 invånare per kvadratkilometer.. Närmaste större samhälle är Mariazell, 19,9 km öster om Dürrenstein. 
I omgivningarna runt Dürrenstein växer i huvudsak blandskog.